# 沙茶酱
沙茶酱，是流行於台灣、中國大陸闽南與粤东地區的一種醬料，源自東南亞的花生烤肉醬（沙嗲醬Satay）。
在多年發展下，沙茶醬與沙嗲醬的配方、用法已經截然不同，即便同為沙茶醬，各地版本也有差異，列表如下：
- 南洋沙嗲：稠膏狀，辣中帶甜，花生較多。
- 潮汕沙茶醬：顆粒細，花生味濃，鹹中帶甜的花生醬。
- 福建沙茶醬：蝦味強偏辣。
- 台灣沙茶醬：顆粒粗，扁魚味強，鹹鮮帶甜、不含花生。

儘管沙茶醬鮮香可口，但成分多為辛燥類食材以及油脂，食用時宜酌量。

## 制作
各地配方、用法都有所不同。一開始传入中国南方時，取其辛辣特点，用花生、芝麻、鱼、虾米、大蒜…等各式原料经磨碎或炸酥研末，然后加油、盐熬制而成的一种调味品，制作过程相当繁琐。

## 食用方式
- 直接蘸食佐餐，通常會再加生蛋、葱、蒜、辣椒等香辛料，火鍋必備。

- 當調味料：调制别有风味的复合味，比如烹制沙茶牛柳、沙茶鸭脯等佳肴。它还可以配制港式新潮“沙咖汁”，以烹制沙咖牛腩煲、沙咖煸明虾等港派名菜，适宜于烧、焖、煨、涮、灼等烹调方法。

- 加入湯裡：正宗的汕頭火鍋原本就是加入湯裡食用，後來才發展出沾醬。雖然台灣地區習慣用來火鍋沾醬、入菜，但鍋燒麵、泡麵也會用在湯裡，一小勺即香氣四溢。[2]

## 各地版本

### 福建
福建版的沙茶酱，是由早年移民南洋的華僑帶回福建，現今已成為普遍的调味品。色泽淡褐，具有复合鲜咸味，較明顯的辣味，以及轻微的甜味。
福建沙茶酱以花生、虾仁為主，佐以白糖、魚露等調味料，文火慢炒。冷却后装入罈内，可存放一兩年。

配方如下：
- 漳州芒果牌：「花生仁、食用植物油、腌漬辣椒、白砂糖、蝦仁、魚露、味精、香辛料。」[3]

### 潮汕
在清乾隆至十九世紀中期，汕頭開港後潮汕人將沙嗲醬帶回了並進行改良。考量乘船遠行，潮汕人以油炒方式延長醬料保存期限。其次，潮汕人擅長處理水產海鮮，因此烹製過程添加了蝦米和扁魚等魚貨乾品，並加上華人喜愛的五香、果粉、薑黃與陳皮等中藥。在此脈絡下，沙茶菜餚在潮汕地區逐漸成形。
目前潮汕的沙茶酱主要製作方式，是将油炸的花生末，用熬熟的花生油与花生酱、芝麻酱调稀，调以煸香的蒜泥及其他原料，佐以白糖等調味料，用文火炒透。香料配方與潮州滷水用料十分相近，也就是沙茶潮汕本地化的風味。
潮汕沙茶酱香味较福建沙茶酱更为浓郁，花生味香濃，辣味淡，可炒、焗、燜、蒸等烹调，對忌辣的潮汕人老少咸宜，為潮汕家庭必備調味品。在潮汕小吃中，很多以沙茶為主要调味料的小吃，如沙茶牛肉捞果，其醬汁就是用沙茶酱和花生酱按一定比例调和成的。
沙茶牛肉粿條，就是濕炒沙茶牛河，是潮汕人最喜愛食物。現時潮州城華燈初上時分，大街小巷突然冒出無數大棑檔小食枱，大多以「沙茶牛肉粿條」為招徠。正宗的沙茶牛肉粿條由三種食材組成：牛肉、粿條（河粉）、橄欖菜（芥藍菜）。粿條素炒，牛肉以沙茶醃漬，牛肉和芥藍炒好打上沙茶芡汁。色彩繽紛艷麗，是潮汕人百食不厭的食物。
台灣常見的沙茶牛（羊）肉，就是潮汕傳入的沙茶牛（羊）肉炒芥藍菜。所以台灣很多的沙茶牛肉鍋店名會冠著「汕頭」或「潮汕」的名號。

- 一般潮州沙茶醬成分：

「花生、芝麻、蝦米、豆瓣、辣椒、五香粉、草果、薑黃、香菜籽、芥末粉、丁香、香茅、炸蒜蓉、蔥蓉、洋蔥。」
- 皇牌沙茶王：

「花生仁、白砂糖、食用油、魚露、水、芝麻仁、葱頭、蒜頭、辣椒、食用鹽、海蝦、扁魚、香辛料、味精。」

### 台灣
台灣的沙茶醬由二戰後的潮汕移民帶來，可分成兩種流派：
1. 無花生的台式新口味。
2. 有花生的原版潮汕古方。

|              | 台式口味                   | 汕頭古方                               |
| ------------ | -------------------------- | -------------------------------------- |
| 比例         | 主流                       | 小眾                                   |
| 色澤         | 較深                       | 較淺                                   |
| 花生         | 無                         | 有                                     |
| 口味         | 鮮香                       | 濃郁                                   |
| 顆粒         | 較粗，但沒有堅硬的花生口感 | 綿密，但花生口感較沙                   |
| 一般銷售通路 | 均有販售                   | 較少見，但有些汕頭火鍋店裡會賣自家品牌 |

台式沙茶醬味鮮香，色深，最常用於火鍋沾醬，一般火鍋店會讓客人免費自取。除了火鍋沾醬，也可當調味料，用來炒菜燉煮。如果在口味較淡的泡麵或鍋燒意麵，加入少許沙茶醬，味道即提升不少層級，有畫龍點睛的效果，尤其氣溫寒冷時無人能抗拒。
台灣的沙茶醬製造商眾多，較知名品牌有（廣告推廣章節）：牛頭牌、愛之味、義美、金蘭、福華等品牌；近來也有連鎖火鍋店推出自家沙茶醬，如石二鍋、海霸王等。此外也有素沙茶醬。

台式沙茶醬配方如下：
- 牛頭牌：

「大豆沙拉油，魚乾，蒜頭，薑粉，椰子粉，蔥乾，芝麻，赤尾青（蝦米），辣椒粉，食鹽，大茴香，肉桂，茴香，胡椒粉。」
- 福華牌：

「黃豆油、魚、南薑粉、蒜、小麥麩皮、芝麻粉、味精、蔥干、椰子粉、辣椒粉、蝦、蔥酥、香辛料、鹽、豆蔻、花椒粉、白胡椒粉。」

汕頭古方：
- 汕頭泉成火鍋店（1943年創立）：[17]

「魚干、沙拉油、蝦米、紅蔥頭、扁魚粉、椰子粉、芝麻粉、糖、蒜、鹽、香油、辣椒粉、味精、花生粉」
- 清香號沙茶醬（1946年創立） ：[18]

「沙拉油、花生粉、芝麻粒、蒜頭、辣椒、蔥干、扁魚、蝦米椰子粉、及獨家配方天然香料。（無添加防腐劑、味精）」

### 香港
沙茶醬在香港常與沙嗲醬交替使用，但仍會區分這兩種醬料，香港的沙嗲會加入花生醬，味道鹹中帶甜，沙茶醬則不會加入花生，而是突出蝦米、魚乾的鹹鮮味道，沙茶在香港常用於製造沙茶牛肉粉絲煲，也會用作火鍋湯底，雖然沙嗲同樣會用於製作這些菜餚，但風味明顯有別，而香港的主要調味料生產商通常會有這兩種醬料同時供應，不過沙茶的流行程度卻不及沙嗲。

### 東南亞
花生烤肉醬（satay kacang）。是盛行于东南亚以及荷蘭甚至非洲等地的一种花生醬，色澤橘黃，质地细腻，稠如膏脂，口味變化多。

## 与沙嗲酱之区别
經過近百年的發展，沙嗲酱與沙茶酱，無論是外觀、味道、用法，都有很大的差異，簡單區分如下：
|          | 沙嗲醬         | 沙茶醬                                   |
| -------- | -------------- | ---------------------------------------- |
| 主要用途 | 烤肉           | 火鍋沾醬                                 |
| 主要成分 | 花生           | 海鮮（扁魚、蝦／蝦米）                   |
| 外觀     | 橘黃色，稠膏狀 | 褐色，八九成是深色的沉澱物，上面浮一層油 |
| 分布區域 | 東南亞、荷蘭   | 粵東、福建、台灣                         |

在较正宗的港式粤菜烹调中“沙嗲牛柳”与“沙茶牛柳”这两款滑炒牛肉菜，应分别使用沙嗲酱和沙茶酱兑汁，各自配伍所用的其他调料也迥然不同。
烹制沙嗲牛柳时，必须先用洋葱末、红椒末和菠萝末煸炒起香，再放沙嗲酱，而且必须放适量淡奶及少许蠔油，以增其奶香味。而烹制沙茶牛肉时，只要用蒜泥煸香、再加一些調味即可，不必配入淡奶。
两者成品色泽和观感也有区别：前者淡橘红色，卤汁较细腻；后者淡褐色，卤汁中颗粒物较多，两者的风味也各有千秋。